# Arkhütasz
Arkhütasz (görög: Ἀρχύτας; nyugati átírásokban: Archytas) (i. e. 428 – i. e. 347) ókori görög matematikus, filozófus, politikus, hadvezér, csillagász. 
Olyan tudós és filozófus volt, aki kapcsolatban állt a püthagoreusok iskolájával. Leginkább a Platónnal való baráti kapcsolatáról ismert.
Állítólag megmentette Platón életét, amikor a filozófust Dionüszosz, Szürakuszai zsarnoka halálra ítélte.
Görög gyarmatvárosban, Taraszban született (ma Olaszország területe). Feltehetően Philolaosz tanítványa volt.
Arkhütasz foglalta elsőként rendszerbe a matematikát, a matematikai mechanika és logika megalapítója. Püthagoreus tanítások szerint az emberi viszonyokat a számmisztika segítségével magyarázta. A hangmagasságot a rezgő levegő mozgásával hozta kapcsolatba.
Platónnal közeli barátságban volt, és állítólag segítette Platónt az Állam című műben leírt utópikus állam megvalósításának kezdeményezésében.
Aulus Gellius elbeszélése szerint, Arkhütasz volt az első aki a gyakorlatban is alkalmazta a mechanika és a matematika törvényeit: állítólag egy repülni tudó „fagalambot” épített.